# Big Brother 1 (Portugal)
O Big Brother 1, também denominado Big Brother - O Grande Irmão, foi a primeira edição do reality show Big Brother em Portugal, transmitido pela TVI. 

## O Programa
Teve início a 3 de setembro de 2000 e finalizou 120 dias depois, a 31 de dezembro do mesmo ano. Este foi o primeiro reality show do género - na década de 1990, já se falava de reality shows (sendo o termo usado, pela crítica especializada para designar programas como Perdoa-me ou All You Need Is Love), mas foi a versão portuguesa do Big Brother que popularizou o uso do termo junto do público - realizado no país e a primeira versão deste formato que teve lugar num país de língua portuguesa; até o momento, esta temporada mantém o título do programa da televisão portuguesa com maior audiência de sempre, sendo que a final conseguiu chegar para além dos 70% de share televisivo e conseguiu posicionar a TVI como um canal popular e quebrar o oligopólio da RTP e SIC. 
No princípio, este formato foi oferecido à SIC, que era de longe o canal de televisão mais popular em Portugal na altura, mas foi recusado. Após ver o sucesso que o Big Brother estava a fazer, a estação resolveu estrear um outro reality, chamado Acorrentados - que foi para o ar já durante a emissão do Big Brother 2 -, que não atingiu os níveis de audiência esperados.
Esta edição teve 14 concorrentes e foi apresentada por Teresa Guilherme. O vencedor foi Zé Maria, natural da vila de Barrancos. Zé Maria recebeu um prémio de 20.000 contos, o que na altura equivalia a 100.000€, e um carro novo. Alguns dos participantes continuaram na vida pública anos depois, como foi o caso de Telmo Ferreira, candidato a deputado pelo PS pelo distrito de Leiria nas eleições legislativas de 2011, ou Marta Cardoso que de 2004 até 2025, tem participado em vários formatos de entretenimento da TVI, geralmente como apresentadora ou comentadora - casou-se com outro concorrente, Marco Borges, com quem também teve um filho e juntos protagonizaram a primeira relação sexual da casa. Marco também protagonizou a primeira expulsão por parte da produção, por ter dado um pontapé numa das concorrentes, Sónia Veiga.

## Concorrentes
| Nome             | Residência            | Ocupação                                  | Idade | Posição                                  |
| ---------------- | --------------------- | ----------------------------------------- | ----- | ---------------------------------------- |
| Zé Maria Seleiro | Barrancos             | Construtor                                | 27    | Vencedor em 31 de dezembro de 2000       |
| Susana Almeida   | Paredes               | Trabalhadora numa loja de roupa           | 25    | 2.º lugar em 31 de dezembro de 2000      |
| Célia            | Vila Nova de Gaia     | Estudante                                 | 18    | 3.º lugar em 31 de dezembro de 2000      |
| Telmo            | Leiria                | Proprietário de uma companhia de alumínio | 23    | 10.º eliminado em 26 de dezembro de 2000 |
| Mário            | São Mamede de Infesta | Estudante                                 | 19    | 9.º eliminado em 12 de dezembro de 2000  |
| Marta Cardoso    | Loures                | Estudante / Barman                        | 23    | 8.ª eliminada em 28 de novembro de 2000  |
| Paulo            | Monte Gordo           | Electricista                              | 31    | 7.º eliminado em 14 de novembro de 2000  |
| Carla            | Amadora               | Proprietária de um café                   | 29    | 6.ª eliminada em 31 de outubro de 2000   |
| Sónia Veiga      | Mirandela             | Estudante                                 | 24    | 5.ª eliminada em 24 de outubro de 2000   |
| Marco Borges     | Lisboa                | Kick-boxer                                | 24    | Expulso 1 em 19 de outubro de 2000       |
| Maria João       | Braga                 | Estudante                                 | 20    | 4.ª eliminada em 10 de outubro de 2000   |
| Ricardo A.       | Oeiras                | Informático                               | 24    | 3.º eliminado em 26 de setembro de 2000  |
| Ricardo V.       | Parede                | Surfista, escritor e ator                 | 30    | 2.º eliminado em 12 de setembro de 2000  |
| Riquita          | Guimarães             | Professora de inglês                      | 28    | 1.ª eliminada em 5 de setembro de 2000   |

- Nota 1: Expulso após discussão violenta com Sónia resultando em agressões físicas e psicológicas.

## Nomeações
|            | Semana 1                         | Semana 1                         | Semana 3                         | Semana 5                         | Semana 7                         | Semana 8                         | Semana 10          | Semana 12          | Semana 14          | Semana 16                   | Semana 17 Final       | Semana 17 Final       |
| Dia 1      | Dia 3                            |                                  | Semana 3                         | Semana 5                         | Semana 7                         | Semana 8                         | Semana 10          | Semana 12          | Semana 14          | Semana 16                   | Semana 17 Final       | Semana 17 Final       |
| ---------- | -------------------------------- | -------------------------------- | -------------------------------- | -------------------------------- | -------------------------------- | -------------------------------- | ------------------ | ------------------ | ------------------ | --------------------------- | --------------------- | --------------------- |
| Zé Maria   | Sem nomeações                    | Telmo Susana                     | Telmo Célia                      | Marco Maria João                 | Célia Telmo                      | Carla                            | Célia Paulo        | Célia Susana       | Mário Telmo        | Telmo Célia                 | Vencedor (Dia 120)    | Vencedor (Dia 120)    |
| Susana     | Sem nomeações                    | Marco Ricardo V.                 | Marco Maria João                 | Célia Sónia                      | Célia Sónia                      | Carla                            | Mário Paulo        | Marta Mário        | Mário Telmo        | Célia Telmo                 | 2.º Lugar (Dia 120)   | 2.º Lugar (Dia 120)   |
| Célia      | Sem nomeações                    | Maria João Ricardo V.            | Zé Maria Susana                  | Sónia Zé Maria                   | Marta Zé Maria                   | Carla                            | Marta Paulo        | Marta Zé Maria     | Mário Zé Maria     | Zé Maria Susana             | 3.º Lugar (Dia 120)   | 3.º Lugar (Dia 120)   |
| Telmo      | Sem nomeações                    | Ricardo V. Susana                | Zé Maria Ricardo A.              | Maria João Zé Maria              | Marta Sónia                      | Carla                            | Marta Susana       | Marta Susana       | Susana Zé Maria    | Zé Maria Susana             | Eliminado (Dia 115)   | Eliminado (Dia 115)   |
| Mário      | Sem nomeações                    | Ricardo V. Maria João            | Zé Maria Sónia                   | Maria João Zé Maria              | Célia Sónia                      | Carla                            | Célia Susana       | Susana Zé Maria    | Célia Zé Maria     | Eliminado (Dia 101)         | Eliminado (Dia 101)   | Eliminado (Dia 101)   |
| Marta      | Sem nomeações                    | Ricardo V. Telmo                 | Ricardo A. Célia                 | Susana Zé Maria                  | Susana Telmo                     | Paulo                            | Paulo Telmo        | Célia Telmo        | Eliminada (Dia 87) | Eliminada (Dia 87)          | Eliminada (Dia 87)    | Eliminada (Dia 87)    |
| Paulo      | Não está na Casa (entrou Dia 51) | Não está na Casa (entrou Dia 51) | Não está na Casa (entrou Dia 51) | Não está na Casa (entrou Dia 51) | Não está na Casa (entrou Dia 51) | Intruso                          | Marta Telmo        | Eliminado (Dia 73) | Eliminado (Dia 73) | Eliminado (Dia 73)          | Eliminado (Dia 73)    | Eliminado (Dia 73)    |
| Carla      | Não está na Casa (entrou Dia 51) | Não está na Casa (entrou Dia 51) | Não está na Casa (entrou Dia 51) | Não está na Casa (entrou Dia 51) | Não está na Casa (entrou Dia 51) | Intrusa                          | Eliminada (Dia 59) | Eliminada (Dia 59) | Eliminada (Dia 59) | Eliminada (Dia 59)          | Eliminada (Dia 59)    | Eliminada (Dia 59)    |
| Sónia      | Sem nomeações                    | Zé Maria Ricardo V.              | Zé Maria Célia                   | Maria João Zé Maria              | Susana Zé Maria                  | Eliminada (Dia 52)               | Eliminada (Dia 52) | Eliminada (Dia 52) | Eliminada (Dia 52) | Eliminada (Dia 52)          | Eliminada (Dia 52)    | Eliminada (Dia 52)    |
| Marco      | Sem nomeações                    | Ricardo V. Sónia                 | Zé Maria Susana                  | Maria João Susana                | Sónia Susana                     | Expulso (Dia 47)                 | Expulso (Dia 47)   | Expulso (Dia 47)   | Expulso (Dia 47)   | Expulso (Dia 47)            | Expulso (Dia 47)      | Expulso (Dia 47)      |
| Maria João | Sem nomeações                    | Zé Maria Marco                   | Ricardo A. Zé Maria              | Mário Zé Maria                   | Eliminada (Dia 38)               | Eliminada (Dia 38)               | Eliminada (Dia 38) | Eliminada (Dia 38) | Eliminada (Dia 38) | Eliminada (Dia 38)          | Eliminada (Dia 38)    | Eliminada (Dia 38)    |
| Ricardo A. | Sem nomeações                    | Marco Célia                      | Telmo Maria João                 | Eliminado (Dia 24)               | Eliminado (Dia 24)               | Eliminado (Dia 24)               | Eliminado (Dia 24) | Eliminado (Dia 24) | Eliminado (Dia 24) | Eliminado (Dia 24)          | Eliminado (Dia 24)    | Eliminado (Dia 24)    |
| Ricardo V. | Sem nomeações                    | Mário Telmo                      | Eliminado (Dia 10)               | Eliminado (Dia 10)               | Eliminado (Dia 10)               | Eliminado (Dia 10)               | Eliminado (Dia 10) | Eliminado (Dia 10) | Eliminado (Dia 10) | Eliminado (Dia 10)          | Eliminado (Dia 10)    | Eliminado (Dia 10)    |
| Riquita    | Sem nomeações                    | Eliminada (Dia 3)                | Eliminada (Dia 3)                | Eliminada (Dia 3)                | Eliminada (Dia 3)                | Eliminada (Dia 3)                | Eliminada (Dia 3)  | Eliminada (Dia 3)  | Eliminada (Dia 3)  | Eliminada (Dia 3)           | Eliminada (Dia 3)     | Eliminada (Dia 3)     |
| Nomeados   | Todos os concorrentes            | Marco Ricardo V. Telmo           | Célia Ricardo A. Zé Maria        | Maria João Zé Maria              | Célia Sónia Susana               | Carla Paulo                      | Marta Paulo Susana | Marta Susana       | Mário Zé Maria     | Célia Susana Telmo Zé Maria | Célia Susana Zé Maria | Célia Susana Zé Maria |
| Expulso    | nenhum                           | nenhum                           | nenhum                           | nenhum                           | Marco                            | nenhum                           | nenhum             | nenhum             | nenhum             | nenhum                      | nenhum                | nenhum                |
| Eliminado  | Riquita                          | Ricardo V.                       | Ricardo A.                       | Maria João                       | Sónia                            | Carla 5 de 6 votos para expulsar | Paulo              | Marta              | Mário              | Telmo                       | Célia                 | Susana                |
| Eliminado  | Riquita                          | Ricardo V.                       | Ricardo A.                       | Maria João                       | Sónia                            | Carla 5 de 6 votos para expulsar | Paulo              | Marta              | Mário              | Telmo                       | Zé Maria              |                       |